# フリードリヒ・ヴェットシュタイン
フリードリヒ・ヴェットシュタイン、または　フリッツ・ヴェットシュタイン（Friedrich Wettstein, Ritter von Westersheim、 Fritz Wettstein、1895年6月24日 - 1945年2月12日）はオーストリア、ドイツの植物学者である。

## 略歴
父親はオーストリアの有名な植物学者リヒャルト・ヴェットシュタインで、父親がプラハ大学の植物学の教授をしていた時代にプラハで生まれた。母方の祖父、アントン・ヨーゼフ・ケルナーも植物学者で、兄に動物学者となったオットー・ヴェットシュタイン(Otto von Wettstein)がいる。
1925年にゲッティンゲン大学の教授、1931年にミュンヘン大学の教授となり、1934年からベルリン、ダーレムのカイザー・ヴィルヘルム生物学研究所の所長となった。
苔類や植物の核外遺伝などの研究を行った。ナチス政権下での遺伝学の研究は政治的な干渉を受けるものであった。ミュンヒェベルクにあるカイザー・ヴィルヘルム育種研究所の所長で遺伝学者のハンス・シュトッベ(Hans Stubbe)は1936年に所員のクックック(Hermann Kuckuck)らと共に「政治的に好ましくない人物」として追放されたが、ヴェットシュタインはシュトッベを自分の研究所で1943年まで雇い、その後ウィーン＝トゥッテンホーフに植物栽培研究所を作ってシュトッベを所長とした。
1935年にバイエルン科学アカデミーとプロイセン科学アカデミーの会員に選ばれ、1936年にドイツの科学アカデミーレオポルディーナの会員に選ばれた。

## 著作
- Morphologie und Physiologie des Formwechsels der Moose auf genetischer Grundlage 1924
- Über plasmatische Vererbung 1930